# Métropole de Kesariani, Byron et Hymette
La Métropole de Kaissariani, Byron et Hymette (en grec byzantin : Ιερά Μητρόπολις Καισαριανής Βύρωνος και Υμηττού) est un évêché de l'Église orthodoxe de Grèce. Elle est située en Attique dans la proche banlieue est d'Athènes. Elle a juridiction sur les municipalités de Kaissariani et Výronas ainsi que sur la partie Ymittós (Hymette) de la nouvelle municipalité de Dáfni-Ymittós. Elle a été fondée en 1974.

## La cathédrale
C'est l'église Saint-Nicolas de Kaissariani, sur le boulevard de l'Hymette, en bordure d'Athènes. Cette église est ornée d'un programme presque complet de peintures murales de style byzantin.
Fête votive le 6 décembre.

## Les métropolites
- Le métropolite Georges (né Procopis en 1919) 1974-2000.
- Le métropolite Daniel (el) (né Pourtsouklis), depuis 2000.

## Histoire
La métropole a été fondée en 1974 en même temps que sept autres métropoles de la banlieue d'Athènes.

## Le territoire
Il compte neuf paroisses :
- Kaissariani (3 paroisses)
- Vyron (4 paroisses)
- Ymittos (2 paroisses)

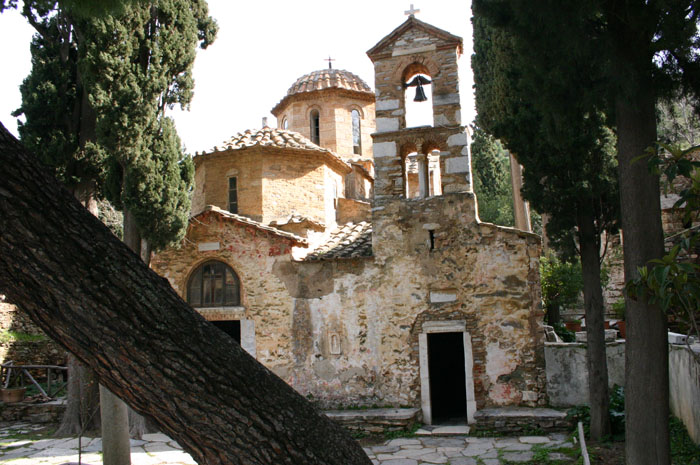
Le monastère byzantin de Kaissariani

Sur le territoire de la métropole se trouve le célèbre monastère de Kaisariani.

## Les sources
- (el) Le site de la métropole : https://www.imkby.com/